# Trea Dobbs
Trea Dobbs, eigentlich Theresia van der Schoot (* 4. April 1947 in Eindhoven), ist eine ehemalige niederländische Schlagersängerin, die in den 1960er Jahren niederländische, deutsche und englische Aufnahmen veröffentlichte. Sie ist vor allem für ihren Hit Ploem ploem jenka (1965) bekannt.

## Biografie

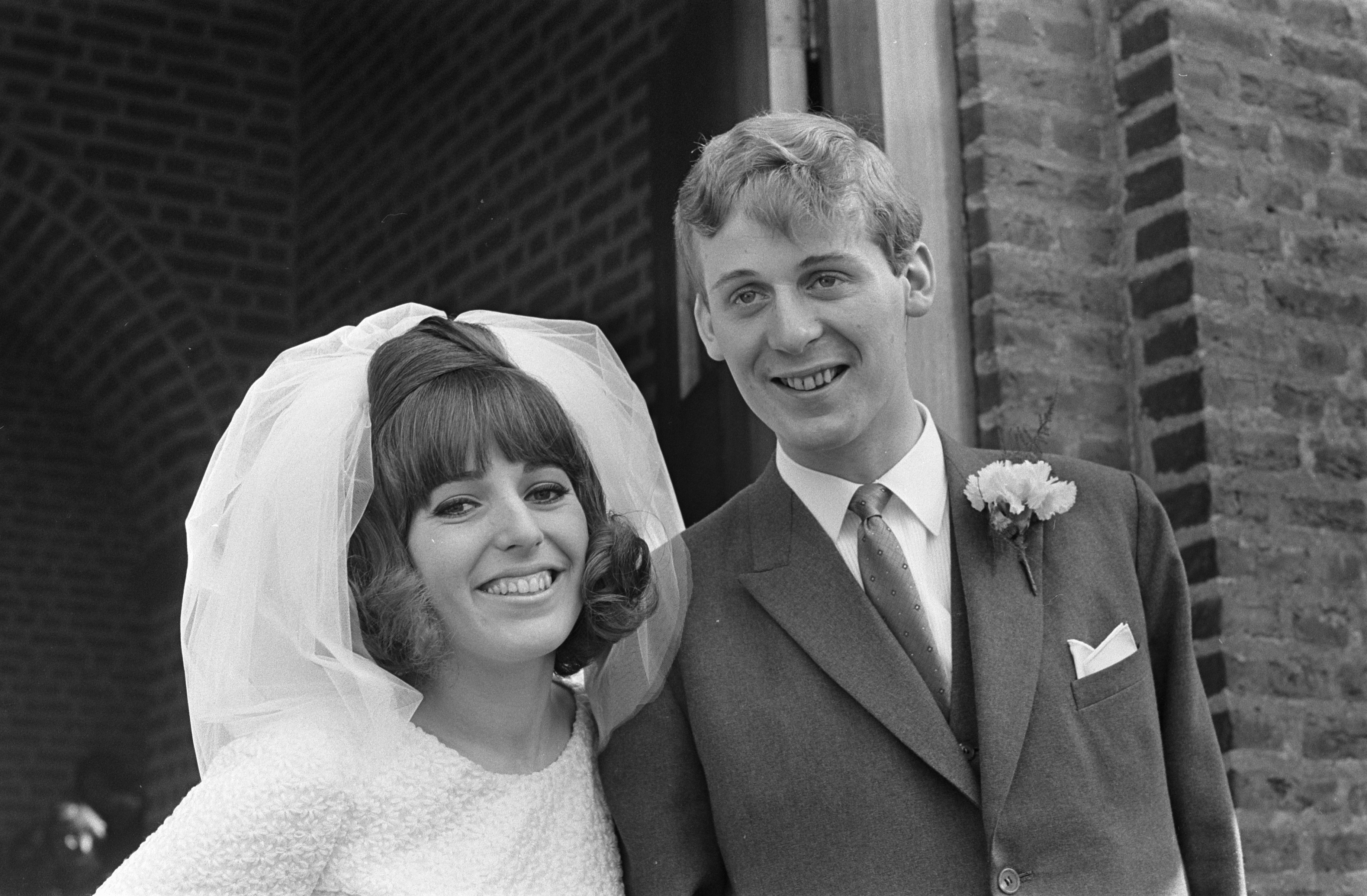
Hochzeit mit dem Komponisten Harry van Hoof, 1967.

1962 trat Dobbs mit 15 Jahren bei dem Talentwettbewerb Cabaret der Onbekenden an, bei dem zuvor Sängerinnen wie Ria Valk oder Anneke Grönloh entdeckt worden waren. Sie wurde Vierte. Im darauffolgenden Jahr trat sie erneut an, gewann dieses Mal und erhielt dadurch einen Plattenvertrag bei Decca Records. Als erste Single erschien im April 1963 eine Coverversion von Petula Clarks Casanova Baciami. Die dritte Single, Parel van de zuidzee, war im August 1964 ihr erster Charterfolg (zwei Wochen Platz 50).
Nach diesem ersten kleinen Achtungserfolg wurde sie Protegé der bereits sehr erfolgreichen Sängerin und Schauspielerin Caterina Valente, die ihr zu einem einfacher auszusprechendem Künstlernamen riet (ihre bisherigen Platten waren unter ihrem Geburtsnamen van der Schoot erschienen). Fortan nannte sie sich Trea Dobbs.
Im gleichen Zeitraum erschienen erste deutschsprachige Singles, um im deutschen Schlagermarkt durchzubrechen, darunter Blonder Capitano (1964), Junges Herz (1965) und Zähl auf mich (1965). Gleichzeitig paarte man sie mit dem niederländischen Sänger Rob de Nijs, mit dem sie als „Trea und Rob“ mehrere Singles veröffentlichte, darunter Hätte ich drei Wünsche frei (1964). Sie nahm außerdem Titel populärer britischer und amerikanischer Komponisten wie Burt Bacharach (My Little Red Book), Tom Springfield (Walk With Me) und Tony Hatch (My Love) mit niederländischen Texten auf.
1964 nahm Dobbs zusammen mit Willeke Alberti, Shirley, Ilonka Biluska und Rita Hovink am belgischen Songfestival von Knokke teil. Das niederländische Team gewann in diesem Jahr. Die Publicity, die ihr dieser Erfolg bescherte, verhalf ihren nächsten beiden Singles in die niederländischen Top 50 (ein Cover von Doris Days Secret Love Platz 36 im November 1964 und Ik vraag het aan de sterren Platz 32 im Januar 1965).
Am 13. Februar 1965 nahm sie zusammen mit Ronnie Tober, Shirley, Conny Vandenbos und Gert Timmerman am Nationaal Songfestival teil, dem niederländischen Vorentscheid zum Eurovision Song Contest 1965. Sie erreichte mit ihrem Teilnehmertitel Ploem ploem jenka hinter Conny Vandenbos mit Het is genoeg und Ronnie Tober mit Geweldig nur den dritten Platz. Von diesen drei Liedern erwies sich Ploem ploem jenka jedoch als der größte Charterfolg: Die Single erreichte Platz 8 und hielt sich insgesamt 15 Wochen in den Verkaufscharts.
Auch die Nachfolgesingle, eine Version von You’ve Lost That Lovin’ Feelin’ von den Righteous Brothers stieg bis auf Platz 8 der niederländischen Single-Charts. Daraufhin veröffentlichte Decca Records ihre erste Langspielplatte, De songwereld van Trea. Es folgten einige niederländische Coverversionen deutscher Schlager, darunter Marmor, Stein und Eisen bricht (Platz 7 im März 1965) von Drafi Deutscher und Wärst du doch in Düsseldorf geblieben (1968) von Dorthe Kollo.
Nach ihrer Heirat mit dem Komponisten und Dirigenten Harry van Hoof im März 1967 sowie einem Kollaps auf der Bühne wurde es etwas ruhiger um Trea Dobbs. Sie drehte der Musik den Rücken zu und eröffnete in Maarheeze eine Modeboutique. In den 1980er Jahren versuchte sie ein musikalisches Comeback, konnte aber nicht an frühere Erfolge anknüpfen.
Im Jahr 2014 nahm Dobbs an der dritten Staffel der niederländischen Fernsehsendung Krasse Knarren auf dem Sender Omroep MAX teil.

## Diskografie

### Studioalben
- 1965: De songwereld van Trea (Decca NU 370 006)

### Singles (als Trea van der Schoot)
- 1963: "Casanova Baciami" / "Tranen om jou" (Decca FM 264 508)
- 1963: "Ik wou da tik prinses was" / "Je houdt je hart niet tegen" (Decca AT 10 017)
- 1963: "Dit is de nacht" / "Parel van de zuidzee" (Decca AT 10 035)
- 1964: "Achter de wolken is zonnescheijn" / "Niemand zal mijn tranen zien" (Decca AT 10 046)
- 1964: "Tennessee Waltz" / "Move Over, Darling" (Decca AT 10 072)
- 1964: "Blonder Capitano" / "Am fernen Ufer" (Decca AT 10 054)

### Singles (als Trea Dobbs)
- 1964: "The Wedding" / "You’ve Lost That Lovin’ Feelin’" (Decca AT 10 120)
- 1964: "Rita, Pepita, Conchita" / "Die goldene Rose gabst du mir" (Decca D 19 538)
- 1964: "Altijd zal het zomer zijn" / "Hi-Lili, Hi-Lo" (Decca AT 10 081)
- 1964: "He Rob, he Trea" / "Ik droom de hele dag van jou" (Decca AT 10 094, als „Trea und Rob“)
- 1964: "Secret Love" / "It's for You" (Decca AT 10 099)
- 1964: "Hätte ich drei Wünsche frei" / "Kleines Haus am Amazonas" (Decca D 19652, als „Trea und Rob“)
- 1964: "Ik vraag 't aan de sterren" / "Ik hield van jou" (Decca AT 10 093)
- 1964: "Am fernen Ufer" / "Blonder Capitano" (Decca D 19 518)
- 1964: "Zähl auf mich" / "Weine doch nicht" (Decca D 19 739)
- 1965: "Marmer, staal en steen vergaan" / "Ik dacht dat ik je meisje was" (Decca AT 10 180)
- 1965: "Ploem ploem jenka" / "Stad" (Decca AT 10 126)
- 1965: "Drie rode rozen" / "Een schaduw viel op het venster" (Decca AT 10 153)
- 1965: "In the Chapel in the Moonlight" / "Where Are You Now" (Decca AT 10 158)
- 1965: "Junges Herz" / "Ich kann mich nicht entscheiden" (Decca D 19645)
- 1965: "Kiejk maar niet om" / "Tranen om jou" (Decca AT 10 165)
- 1965: "Calling the Stars - Deel 1" / "Calling the Stars - Deel 2" (Decca AT 10 174) (mit Marijke Merckens, Ria Valk, Rob de Nijs und The Lords)
- 1966: "Neem mijn hand" / "In mijn agenda" (Decca AT 10 225)
- 1966: "Love's Just a Broken Heart" / "My Love" (Decca AT 10 193)
- 1967: "Wären alle Träume wahr" / "Du hast mir einen Hund geschenkt" (Decca D 19 843)
- 1967: "Wolken boven land en zee" / "Kova tembel" (Decca AT 10 276)
- 1967: "Leef" / "Donderdag" (Decca AT 10 262)
- 1968: "Viva el amor" / "Was jij maar in Lutjebroek gebleven" (Decca AT 10343)
- 1971: "Kleine vogel" / "Hier in mijn hart" (Decca 6100 035)
- 1981: "Laat 't niet verder meer gaan" / "Liefde" (Polydor 2050 727)
- 1982: "Morgen dan gaat 't weer beter" / "Laat me liever maar alleen" (Polydor 2050 749)
- 1986: "'n kus van u meneer" / "Adieu vaarwel" (VNC 1087)
- 1987: "Dans je de hele nacht met mij " / "Nu er die ander is" (VNC 1129)
- 1988: "Ploem ploen jenka" / "Kom bij me" (VNC 1173)
- 1990: "Laat het niet verder meer gaan" / "Telephone Baby" (TOP TS 16, mit Het FNV Koor)
- 1999: "Ploem ploem jenka (Hup Hop Versie)" / "Ploem ploem jenka (Hoemp Hop Hoemba Versie)" (CNR Music 2004394)

### EPs
- 1964: Niemand zal mijn tranen zien: "Niemand zal mijn tranen zien", "Achter de wolken is zonneschijn", "Parel van de zuidzee", "Dit is de nacht" (Decca V 63 157)
- 1965: You’ve Lost That Lovin’ Feelin’: "You’ve Lost That Lovin’ Feelin’", "The Wedding", "It's for You", "Secret Love" (Decca BU 70 005)
- 1965: Ploem ploem jenka: "Ploem ploem jenka", "Kijk maar niet om", "Stadt", "Ik vraag 't aan de sterren" (Decca BU 70 007)

### Compilations
- 1981: Trea Dobbs – Successen (Philips 6375 408)
- 1994: Favorieten van toen (Mercury 522 808-2)
- 2000: De ploem-ploem jenka (Rotation 542 848-2)